# Boulsa
Boulsa är en provinshuvudstad i Burkina Faso.   Den ligger i provinsen Province du Namentenga och regionen Centre-Nord, i den centrala delen av landet, 110 km öster om huvudstaden Ouagadougou. Boulsa ligger 313 meter över havet och antalet invånare är 17 489.
Terrängen runt Boulsa är platt, och sluttar söderut. Boulsa är det största samhället i trakten.
Trakten runt Boulsa består i huvudsak av gräsmarker. Runt Boulsa är det ganska tätbefolkat, med 70 invånare per kvadratkilometer.